# Szahne megye

Kermánsáh tartomány megyéinek elhelyezkedése

Szahne megye (perzsául: شهرستان صحنه) Irán Kermánsáh tartománynak egyik keleti megyéje az ország nyugati részén. Északon és északkeleten Szongor megye, keleten Kangávar megye, délen Hamadán tartomány, délnyugatról Harszin megye, nyugatról pedig Kermánsáh megye határolják. Székhelye a 34 000 fős Szahne városa. Másik városa az 598 fős Miján Ráhán. A megye lakossága 75 827 fő. A megye két kerületre oszlik: Központi kerület és Dinavar kerület.

## Fordítás
- Ez a szócikk részben vagy egészben  a   Sahneh County című angol Wikipédia-szócikk ezen változatának fordításán alapul.  Az eredeti cikk szerkesztőit annak laptörténete sorolja fel. Ez a jelzés csupán a megfogalmazás eredetét és a szerzői jogokat jelzi, nem szolgál a cikkben szereplő információk forrásmegjelöléseként.